# Porphyrinia wollastoni
Porphyrinia wollastoni là một loài bướm đêm trong họ Noctuidae.